# Syagrus lilliputiana
Syagrus lilliputiana är en enhjärtbladig växtart som först beskrevs av João Barbosa Rodrigues, och fick sitt nu gällande namn av Odoardo Beccari. Syagrus lilliputiana ingår i släktet Syagrus och familjen Arecaceae. Inga underarter finns listade i Catalogue of Life.